# No Control
Treść tego artykułu może nie być zgodna z zasadami neutralnego punktu widzenia.
Dokładniejsze informacje o tym, co należy poprawić, być może znajdują się w dyskusji tego artykułu.
 Po wyeliminowaniu niedoskonałości należy usunąć szablon {{Dopracować}} z tego artykułu.
No Control – czwarty album (szósty w ogóle) punkrockowej grupy Bad Religion, wydany przez Epitaph Records 2 listopada 1989 roku. Należy do "świętej trójcy" - jak określają fani - najlepszych albumów Bad Religion (dwie pozostałe płyty to Suffer i Against the Grain). Stylistycznie No Control zbliża zespół do stylu hardcore punk, czyli bardzo agresywnych, szybkich piosenek. Utwory nie są jednak pozbawione odpowiedniej dawki melodii. 
Piosenki z tego krążka, takie jak "You", "I Want To Conquer The World", "No Control" czy "Big Bang" są grane właściwie na każdym koncercie, co świadczy o popularności płyty.

## Lista utworów
1. "Change of Ideas" - 0:55
2. "Big Bang" - 1:42
3. "No Control" - 1:46
4. "Sometimes I Feel Like" - 1:34
5. "Automatic Man" - 1:40
6. "I Want to Conquer the World" - 2:19
7. "Sanity" - 2:44
8. "Henchman" - 1:07
9. "It Must Look Pretty Appealing" - 1:23
10. "You" - 2:05
11. "Progress" - 2:14
12. "I Want Something More" - 0:47
13. "Anxiety" - 2:08
14. "Billy" - 1:54
15. "The World Won't Stop" - 1:57

## Notki
- Utwór "Big Bang" został dołączony do gry komputerowej Tony Hawk’s Underground.
- Utwór "You" został dołączony do gry komputerowej Tony Hawk’s Pro Skater 2.
- Utwór "Billy" został wydany jako "Bizzy" na kasetach.

## Twórcy
- Greg Graffin – wokal
- Mr. Brett – gitary
- Greg Hetson – gitary
- Jay Bentley – gitara basowa
- Pete Finestone – perkusja